# کیم کاترال
کیم ویکتوریا کاترال (انگلیسی: Kim Victoria Cattrall; متولد ۲۱ اوت ۱۹۵۶) بازیگر و صداپیشه انگلیسی-کانادایی اهل لیورپول است.
کاترال بیشتر به علت ایفای نقش سانتانا جونز در سریال کمدی-رمانتیک شبکه تلویزیونی اچ‌بی‌او یعنی سکس و شهر مشهور است. از فیلم‌های دیگر او می‌توان به دانشکده پلیس اشاره کرد.
از دیگر فیلم‌های معروف او می‌توان به بازی در فیلم ۱۵ دقیقه، بازگشت سه تفنگدار، دستبرد، شاهزاده خانم یخی، گذرگاه نیمه‌شب، بالماسکه و آتش غرور اشاره کرد.